# Rashaad Penny
Rashaad Armein Penny (* 2. Februar 1996 in Norwalk, Kalifornien) ist ein ehemaliger US-amerikanischer American-Football-Spieler auf der Position des Runningbacks. Er spielte in der National Football League (NFL) für die Seattle Seahawks und die Philadelphia Eagles.

## Frühe Jahre
Penny spielte bereits Football an der Highschool in Norwalk in Kalifornien. Insgesamt kam er in seiner Schulzeit als aktiver Spieler auf 5.124 gelaufene Yards und 103 Touchdowns.

## College
Penny hatte aufgrund seiner Leistungen im Schulfootball Angebote von mehreren Universitäten, darunter auch die im College Football renommierte Boise State University. Letztendlich entschied er sich für die San Diego State University.
An der San Diego State University spielte Penny von 2014 bis 2017 für die San Diego State Aztecs in der Mountain West Conference. Er wurde dort als Runningback und Return Specialist eingesetzt. Seinen endgültigen Durchbruch schaffte Penny in seinem letzten Jahr am College, welches er mit 2.248 Yards und 23 Touchdowns beendete. Mit dieser Leistung erlief er 2017 nicht nur die meisten Yards der Saison in seiner Conference, sondern belegte auch den ersten Platz NCAA-übergreifend, die zweitmeisten Yards erlief Bryce Love. Außerdem erzielte Penny die zweitmeisten Touchdowns durch Laufspiel in der NCAA-Saison 2017, lediglich Devin Singletary war mit 32 Touchdowns in dieser Kategorie erfolgreicher. Am Ende der Spielzeit wurde Penny zum Mountain West Conference Offensive Player of the Year gewählt. Außerdem wurde er als dritter Spieler seines Colleges zum Consensus All-American gewählt.

### College-Spielerstatistik
| Jahr   | Team   | Läufe | Rush Yds | Rush TD | Passfänge | Rec Yds | TD |
| ------ | ------ | ----- | -------- | ------- | --------- | ------- | -- |
| 2014   | SDSU   | 2     | 22       | 0       | -         | -       | -  |
| 2015   | SDSU   | 61    | 368      | 4       | 8         | 120     | 1  |
| 2016   | SDSU   | 136   | 1.018    | 11      | 15        | 224     | 3  |
| 2017   | SDSU   | 289   | 2.248    | 23      | 19        | 135     | 2  |
| Gesamt | Gesamt | 488   | 3.656    | 38      | 42        | 479     | 6  |

Quelle: sports-reference.com

## NFL

### NFL Draft 2018
Penny meldete sich zum NFL Draft 2018 an; ihm wurden im Vorfeld des Drafts aufgrund seiner vielseitigen Einsetzbarkeit als Runningback und Returner und aufgrund seiner Schnelligkeit bereits gute Chancen auf einen frühen Pick zugerechnet, auch wenn vermutet wurde, dass er erst am zweiten oder dritten Tag des Drafts ausgewählt werden würde.
Tatsächlich sollte es überraschenderweise sogar besser für ihn kommen, denn die Seattle Seahawks tauschten sich für den 18. und 248. Pick zurück in die 1. Runde des Drafts, um Penny an 27. Stelle insgesamt auszuwählen. Mit Saquon Barkley wurde lediglich ein Runningback vor Penny ausgewählt. Auch wenn dieser frühe Pick von Penny nicht unumstritten war, berichteten die Seahawks, dass sie direkt nach Erwerb von Penny Tauschangebote für diesen bekommen hätten.
In der ersten Woche der Saison 2018 feierte Penny sein Debüt in der NFL, in 7 Läufen konnte er allerdings nur 8 Yards erzielen. Sein bestes Saisonspiel gelang im in Woche 11, als er gegen die Los Angeles Rams 12 Läufe für 108 Yards verzeichnete und seinen ersten Touchdown in der NFL feiern konnte. Beeinträchtigt durch mehrere Verletzungen verlief seine Rookie-Saison insgesamt dennoch eher enttäuschend. Ihm blieb hinter Chris Carson und Mike Davis nur die Rolle des Runningbacks Nummer drei. Bei 85 Laufversuchen erzielte er 419 Yards Raumgewinn und zwei Touchdowns.

### Saison 2019
In der Saison 2019 blieb ihm das Verletzungspech treu. Zwar etablierte er sich als Runningback Nummer 2 hinter Chris Carson, bestritt aber nur 10 Spiele. Er erlief 370 Yards Raumgewinn und drei Touchdowns. Zudem fing er acht Pässe für 83 Yards und einen Touchdown. In Woche 14 erlitt er bei der 12:28-Niederlage bei den Los Angeles Rams eine schwere Knieverletzung, die das Saisonaus für ihn bedeutete.

### Saison 2020
Die Schwere der Verletzung ließ ihn fast die komplette Saison 2020 verpassen; lediglich für die letzten drei Regular-Season-Spiele wurde er aktiviert, ohne nennenswerten Einfluss auf das Spiel der Seahawks zu nehmen.

### Saison 2021
Erst in Woche 11 der Saison 2021 lief Penny im Spiel gegen die Arizona Cardinals erstmals in seiner NFL-Karriere als Starter auf das Feld. Nach zwei Laufversuchen mit insgesamt 19 Yards Raumgewinn im Eröffnungsdrive des Spiels zwang ihn eine Oberschenkelverletzung erneut zu einer Pause. In Woche 14 konnte er beim 33:13-Sieg bei den Houston Texans ein Erfolgserlebnis feiern, als ihm ein 32-Yard-Touchdownlauf gelang, seinen ersten Punkten für die Seahawks seit Dezember 2019. In Woche 17 beim 51:29-Kantersieg über die Detroit Lions gelang ihm das bisher beste Spiel seiner Karriere. Er lief für 170 Yards und zwei Touchdowns und wurde anschließend zum ersten Mal in seiner Laufbahn zum NFC Offensive Player of the Week gewählt. Am Ende der Spielzeit waren die 6,3 Yards Raumgewinn pro Laufversuch ligaweiter Bestwert. Am 21. März 2022 verlängerte er seinen Vertrag um ein Jahr.

### Saison 2022
Die Saison begann vielversprechend für den Runningback. In den ersten fünf Spielen, in denen Penny jeweils als Starter auflief, führten seine 57 Läufe zu einem Raumgewinn von 346 Yards und zwei Touchdowns. Bei der 29:32-Niederlage in New Orleans erlitt er einen komplizierten Wadenbeinbruch und musste einmal mehr eine Saison frühzeitig beenden.

### Saison 2023 und 2024
Für die Saison 2023 wechselte Penny zu den Philadelphia Eagles, für die er jedoch nur drei Spiele mit 11 Läufen für 33 Yards bestritt. Im Mai 2024 schloss er sich den Carolina Panthers an. Allerdings beendete er noch vor Beginn der Saison 2024 Ende Juli seine Karriere.